# أرمسترونج سيدلي الفهد
أرمسترونج سيدلي الفهد محرك طائرة شعاعي بريطاني، يتكون من 7أسطوانات ويُبرد بالهواء. تبلغ سعة المحرك 834 بوصة مكعبة (13.65 لتر)، وقُدم لأول مرة في عام 1935 واستمر إنتاجه حتى عام 1948.

عُرفت الأنواع الأولى من المحرك باسم لينكس الرئيسي.
استُخدم محرك فهد لتشغيل العديد من طائرات التدريب البريطانية خلال الحرب العالمية الثانية مثل طائرة أفرو أنسون وايرسبيد أوكسفورد.

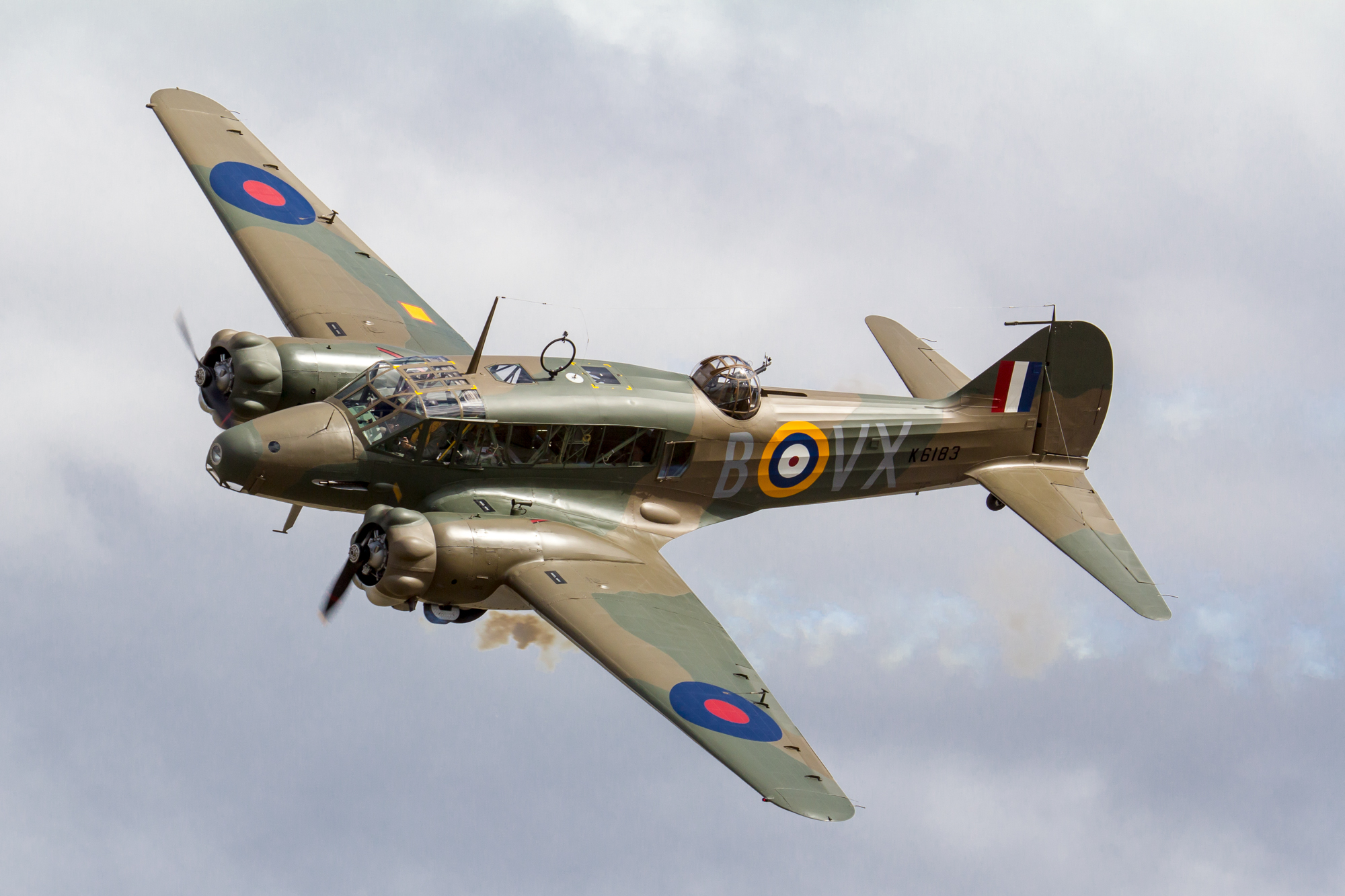
طائرة أفرو أنسون

## التصميم والتطوير

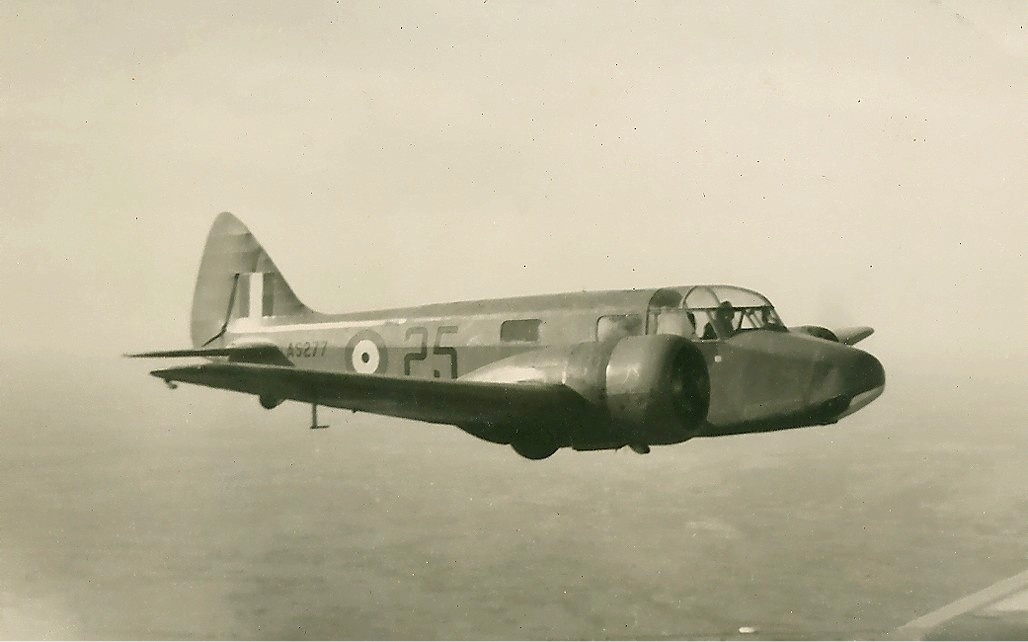
طائرة ايرسبيد أكسفورد

طُور محرك فهد من المحرك السابق لينكس باستخدام أسطوانات من محرك أرمسترونج سيدلي بانزر ‏ ذات قطر أكبر، مع الاحتفاظ بنفس طول الشوط كما في محرك لينكس. أُنتجت فقط في البداية المحركات ذات المروحة الدافعة المُدارة مباشرة (بدون ترس تخفيض سرعة) ثم أُنتجت بعد ذلك محركات ذات مراوح دافعة بتروس تخفيض سرعة بنسب مختلفة (تخفيض سرعة عمود دوران المحرك إلى السرعة المناسبة لدوران المروحة الدافعة بكفاءة). أُضيفت أيضاً شواحن توربينية فائقة في الطرازات اللاحقة من المحرك، والتي استخدمت تروس لادراتها بالإضافة للاتصال المباشر مع عمود المرفق.
لم يتغير التصميم الأساسي لمحرك فهد منذ عرضه في عام 1935 وحتى الطرازات الأخيرة منه في عام 1948. كان أول محرك من نوعه يُوثق الوقت بين فترات الصيانة له بمقدار 1200 ساعة تشغيل، مع أكثر من 37200 محرك تم تصنيعهم.

## الطرازات
- لينكس 5 (لينكس الرئيسي)

أُنتج عام 1930 وبلغت قدرته 230 حصان (171 كيلو وات).
- فهد 5

أُنتج عام 1935 وبلغت قدرته 270 حصان (201 كيلو وات) عند 2100 دورة/دقيقة.
- فهد 5 ايه

أُنتج عام 1935 وبلغت قدرته 285 حصان (212 كيلو وات) عند 2425 دورة/دقيقة.
- فهد 6

أُنتج عام 1935 وبلغت قدرته 307 حصان (229 كيلو وات) عند 2425 دورة/دقيقة.
- فهد 6 ايه

أُنتج عام 1936
- فهد 9

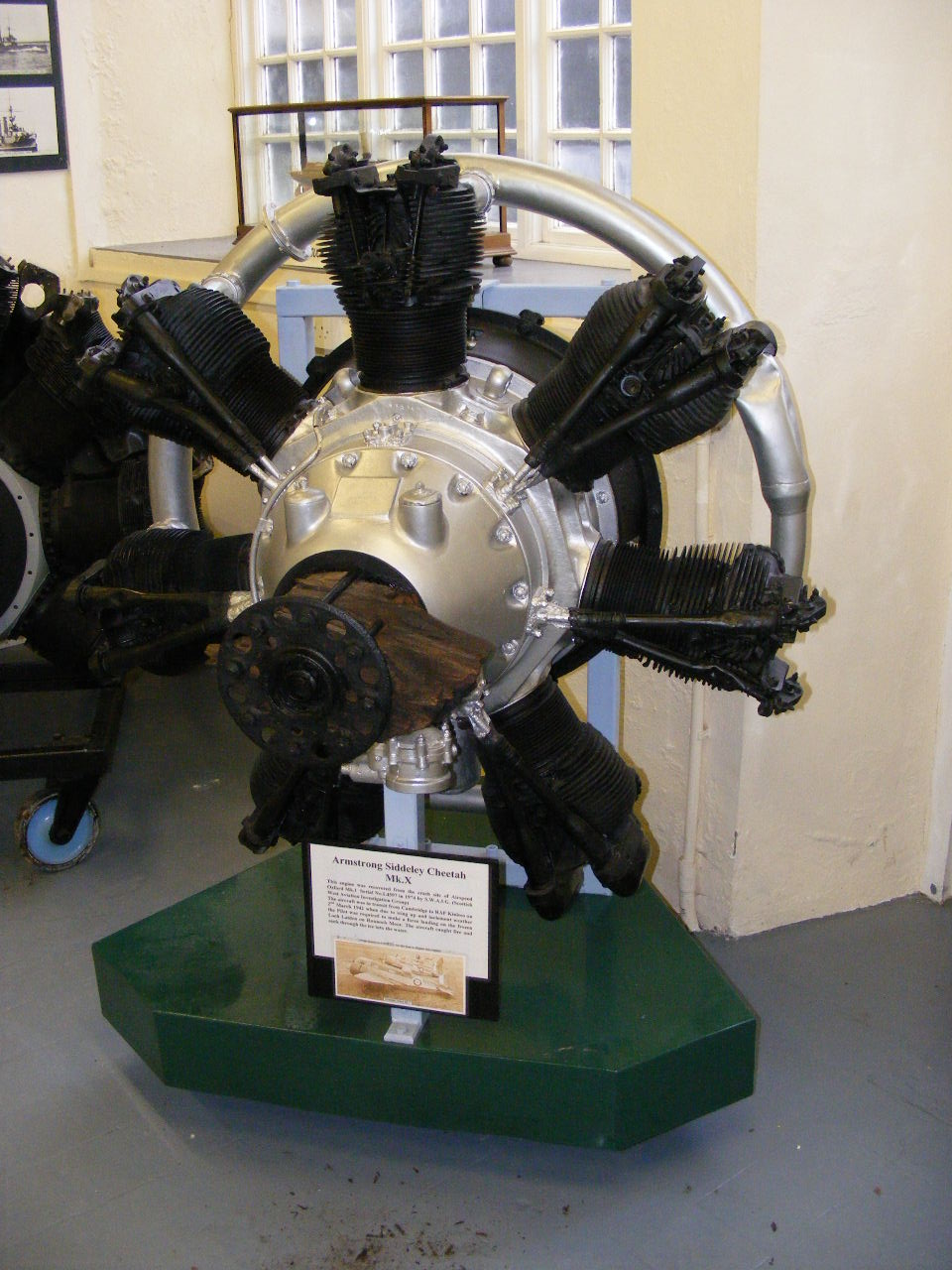
محرك فهد 10 محفوظ.

أُنتج عام 1937 وبلغت قدرته 345 حصان (257 كيلو وات) عند 2425 دورة/دقيقة.
- فهد 10

أُنتج عام 1938 وبلغت قدرته 375 حصان (280 كيلو وات) عند 2425 دورة/دقيقة.
- فهد 11

يعتبر نسخة من محرك الفهد 10 لكنها مزوده بترس تخفيض سرعة. بلغت قدرته 345 حصان (257 كيلو وات) عند 2425 دورة/دقيقة.
- فهد 12

على غرار محرك إم كيه 10، تم ملائمة هذا المحرك ليعمل في الطائرات بدون طيار.
- فهد 15

بلغت قدرته 420 حصان (313 كيلو وات) عند 2425 دورة/دقيقة.
- فهد 17

أُنتج عام 1948. بلغت قدرته 385 حصان (287 كيلو وات) عند 2425 دورة/دقيقة. 

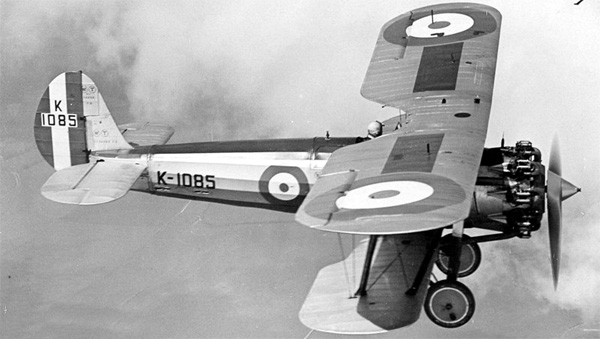
بريستول بولدوج

- فهد 18

بلغت قدرته 385 حصان (287 كيلو وات) عند 2425 دورة/دقيقة. تم تعديل مكربن الهواء من أجل الاستعراضات الجوية.
- فهد 19

عبارة عن محرك فهد 15 بلغت قدرته 355 حصان (265 كيلو وات) عند 2425 دورة/دقيقة.
- فهد 25

بلغت قدرته 345 حصان (257 كيلو وات) عند 2425 دورة/دقيقة، تم تطوير محرك فهد 15 لتصل قدرته إلى 475 حصان (355 كيلو وات) عند 2700 دورة/دقيقة، بوحدة سرعة ثابتة معدلة.
- فهد 26

بلغت قدرته 385 حصان (287 كيلو وات).
- فهد 27

أُنتج عام 1948. بلغت قدرته 385 حصان (287 كيلو وات).

## التطبيقات

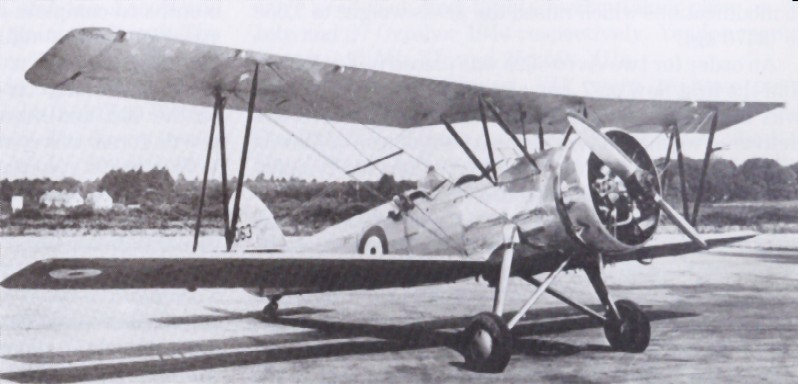
أفرو 626

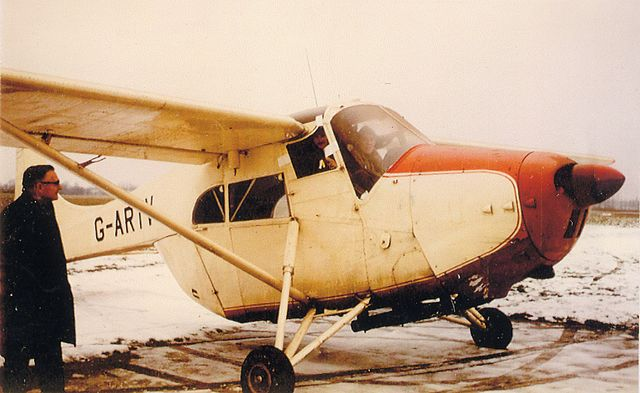
إدجار بيرسيفال بروسبيكتور إي بي 9

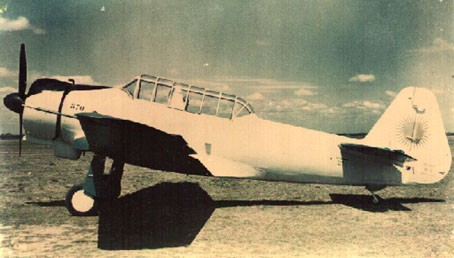
أي ايه إي 22 دي إل

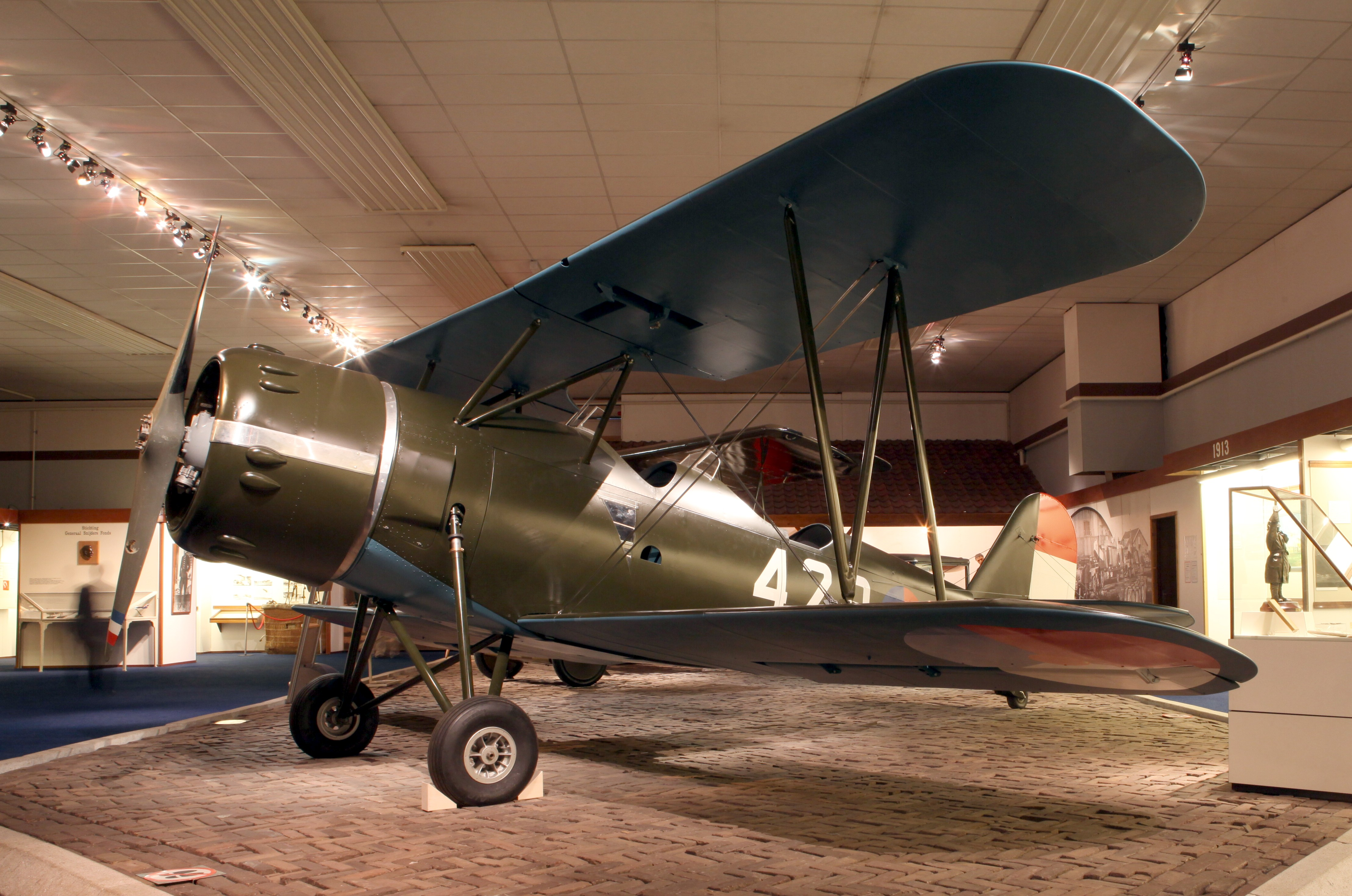
كولهوفن إف كيه 51

- ايرسبيد كونسول
- ايرسبيد كورير
- ايرسبيد إنفوي
- ايرسبيد أكسفورد
- ايرسبيد كوين واسب
- ايرسبيد فيسيروي
- أفرو 626
- أفرو 652
- أفرو أنسون
- ببلاكبيرن لينكوك
- بريستول بولدوج
- كاسا سي-201 ألوكتان
- دي هافيلاند هوك موث
- إدجار بيرسيفال بروسبيكتور
- هاندلي بيج إتش بي أر 2
- هيسبانو إتش اس-42
- أي ايه إي 22 دي إل
- كينجسفورد سميث بي إل 7
- كولهوفن إف كيه 51
- مارينينز فلايفيبتفابريك إم إف 8
- مارينينز فلايفيبتفابريك إم إف 10
- بيرسيفال بروفوست
- اس إي ايه-1
- فيف جيه دي ايه-10 إم

## المحركات المتبقية
كانت أربع محركات فهد صالحة للطيران بحلول أكتوبر 2008. شغل محركان فهد 17 اس طائرة أنسون تي21 التابعة للقوات الجوية القديمة ‏، وشغل زوج آخر من فهد 17 اس طائرة أفرو 19 وطائرة جي-أهكس المقيدة في شركة أنظمة بي ايه إي والمتواجدة في متحف شاتلورث كولكشن ‏.

## المحركات المعروضة
تُعرض محركات أرمسترونج سيدلي فهد في المتاحف التالية:
- متحف أركنساس الجوي والعسكري.
- متحف تراث الطيران (غرب أستراليا)  [لغات أخرى]‏.[7]
- متحف بروكلاند  [لغات أخرى]‏.
- متحف أسطول الذراع الجوي  [لغات أخرى]‏.
- متحف طيران مالطا.
- فرع بورت إليزابيث منمتحف القوات الجوية الجنوب أفريقية  [لغات أخرى]‏.
- متحف سلاح الجو الملكي كوسفورد.

## المواصفات (فهد 9)

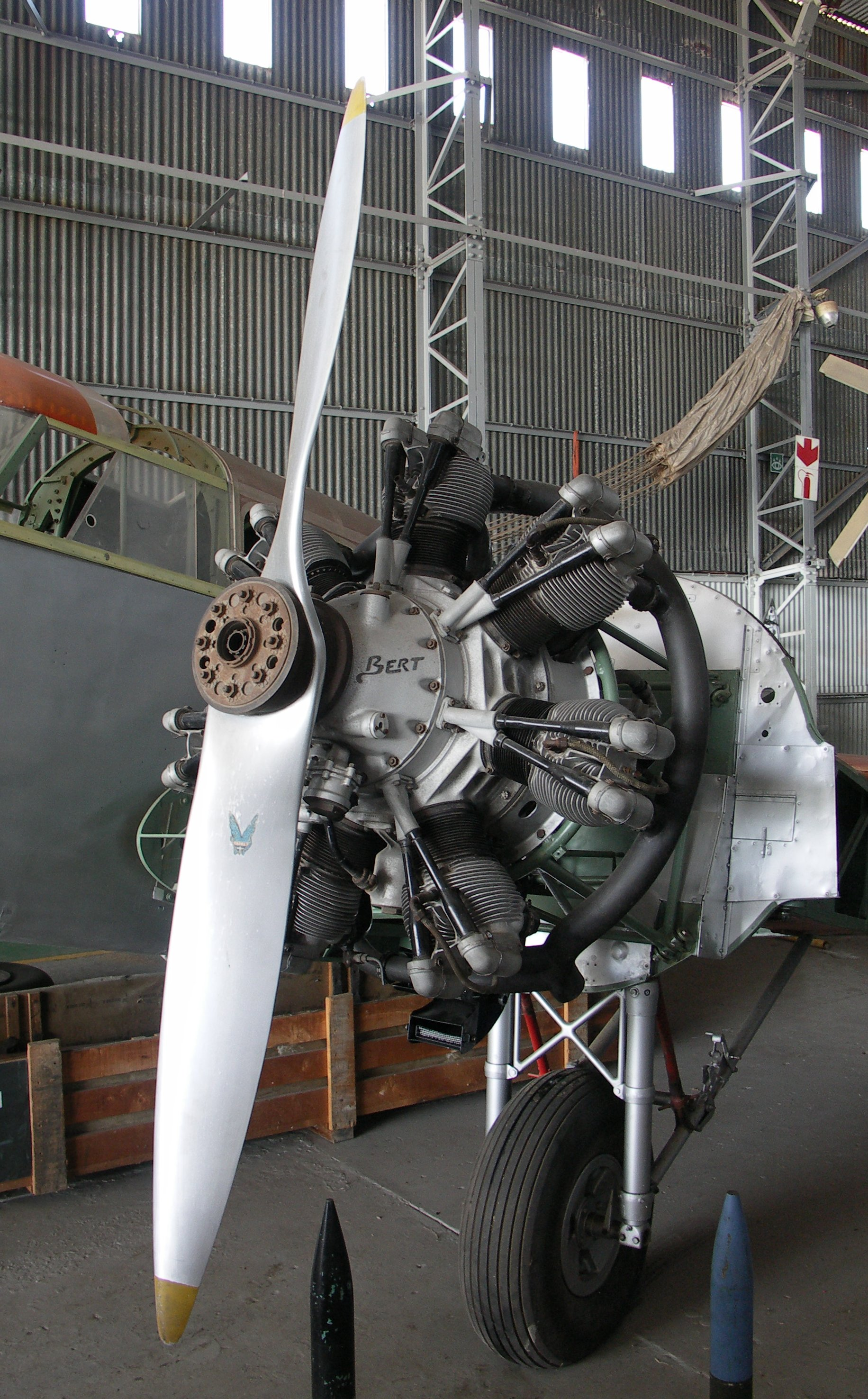
محرك فهد في طائرة آيرسبيد أوكسفورد يتم ترميمها.

### مواصفات عامة
- النوع: شعاعي مكون من 7 أسطوانات، يُبرد بالهواء ومزود بشاحن توربيني فائق.
- قطر الأسطوانة: 133مم.
- الشوط: 140 مم.
- سعة المحرك: 834 بوصة مكعبة (13.65 لتر).
- الطول: 52.8 بوصة (1342 مم).
- القطر: 47.6 بوصة (1210مم).
- الوزن: 637 باوند (289 كجم).

### المكونات
- الصمامات: صمامان (متحكم فيهما بواسطة أعمدة دفع) لكل أسطوانة.
- شاحن توربيني فائق: شاحن توربيني فائق طارد مركزي، مزودد بترس تخفيض بنسبة 1:5.4.
- نظام الوقود: مازج كلادول هوبسون.
- نوع الوقود: بنزين رقم أوكتان 87.
- نظام التبريد: تبريد بالهواء.

### الأداء
- القدرة الناتجة: 338 حصان (252 كيلو وات) عند 2100 دورة/دقيقة عند الإقلاع، وتبلغ قدرته 345 حصان (257 كيلو وات) عند 2425 دورة/دقيقة عند ارتفاع 2400 متر.
- كثافة القدرة (القدرة النوعية): 0.41 حصان/بوصة مكعبة (18.83 كيلو وات/لتر).
- نسبة الانضغاط: 1:6.35.
- الاستهلاك النوعي الفرملي للوقود: 0.45 باوند/حصان/ساعة (271 جرام/كيلو وات/ساعة).
- استهلاك الزيت: 9-17 جرام/كيلو وات/ساعة.
- نسبة القدرة إلى الوزن: 0.54 حصان/باوند (0.89 كيلو وات/كجم).

## مزيد من القراءة
- Gunston, Bill. World Encyclopedia of Aero Engines. Cambridge, England. Patrick Stephens Limited, 1989. ISBN 1-85260-163-9
- Lumsden, Alec. British Piston Engines and their Aircraft. Marlborough, Wiltshire: Airlife Publishing, 2003. ISBN 1-85310-294-6.
- Bridgman, L, ed. (1998). Jane's fighting aircraft of World War II. Crescent. (ردمك 978-0-517-67964-7).
- Gunston, Bill. Development of Piston Aero Engines. Cambridge, England. Patrick Stephens Limited, 2006. ISBN 0-7509-4478-1

## وصلات خارجية
مقدمة عن محرك فهد 10-مجلة الطيران، تاريخ 19 مايو 1939. 